# Basilique Santi Giovanni e Paolo
La basilique Santi Giovanni e Paolo (en français : basilique des Saints-Jean-et-Paul) est une basilique mineure romaine située sur le clivo di Scauro dans le rione de Celio et proche de la villa Celimontana. Elle est dédiée aux martyrs chrétiens du IVe siècle, Jean et Paul.
Elle est le siège du titre cardinalice Saint-Jean-Saint-Paul traditionnellement attribué à l'archevêque de New York de 1946 à 2015.

## Historique
L'édification de la première église Santi Giovanni e Paolo, sur un site chrétien utilisé comme Domus ecclesiae au IIe siècle, commence en 398 sur la demande du sénateur byzantin Pammaque (poursuivi par ses fils) qui la dédie aux martyrs chrétiens Jean et Paul, soldats romains exécutés sous l'empereur Julien le 26 juin 362.
Elle est vandalisée lors du sac de Rome par le Wisigoth Alaric Ier en 410 et gravement endommagée par le tremblement de terre de 442. L'église reçoit le titre de Titulus Pammachii lors du synode tenu par le pape Symmaque en 499.
Le pape Pascal Ier la restaure en 824 mais elle est mise à sac à nouveau par les Normands de Robert Guiscard en 1084. À la suite de ce dernier ravage, elle est entièrement restructurée par le pape Pascal II avec l'adjonction d'un monastère et d'un important campanile attenants.
En 1715, le cardinal Fabrizio Paolucci réaménage le promontoire du côté du chevet de la basilique et en 1951, le cardinal Francis Joseph Spellman redonne son apparence d'origine la façade paléochrétienne. La basilique est depuis le siège de la congrégation de la Passion de Jésus-Christ et est le lieu de sépulture de son fondateur Paul de la Croix.
Elle est le siège du titre cardinalice Saint-Jean-Saint-Paul institué en 494 et traditionnellement attribué à l'archevêque de New York de 1946 à 2015. Depuis 2016, elle est attribuée à Joseph De Kesel (Malines-Bruxelles).

## Architecture
L'intérieur est constitué de trois nefs séparées par treize piliers joints aux douze colonnes d'origine. L'abside est décorée par une fresque de Cristoforo Roncalli représentant le Christ en gloire (1588) avec trois tableaux représentant Le Martyre de Saint Jean, Le Martyre de Saint Paul, et La Conversion de Terenziano (1726) peints respectivement par Giovanni Domenico Piastrini (en), Giacomo Triga (en), et Pietro Andrea Barbieri Pucciardi (en). La sacristie possède des toiles d'Antoniazzo Romano.

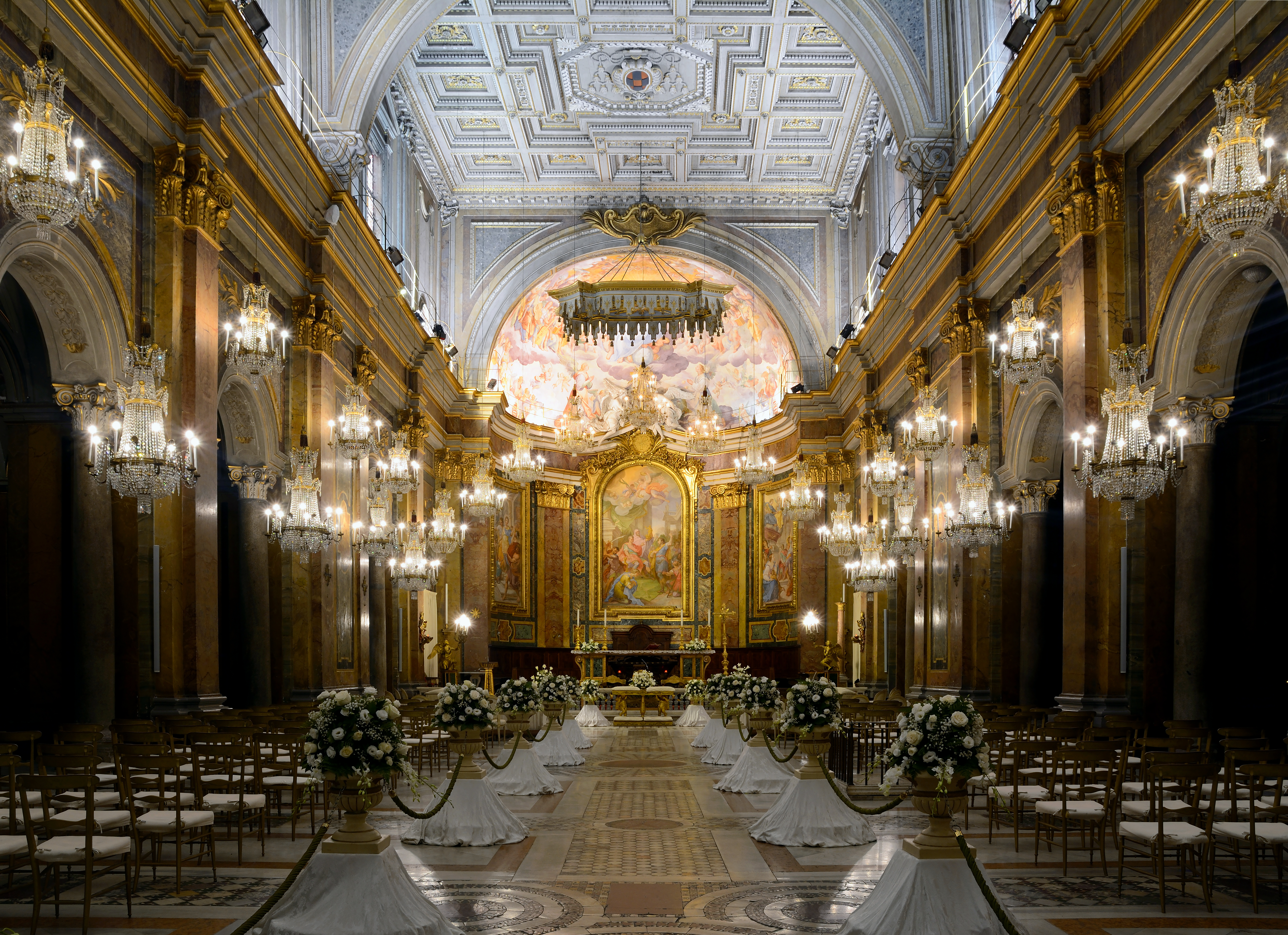
Intérieur.
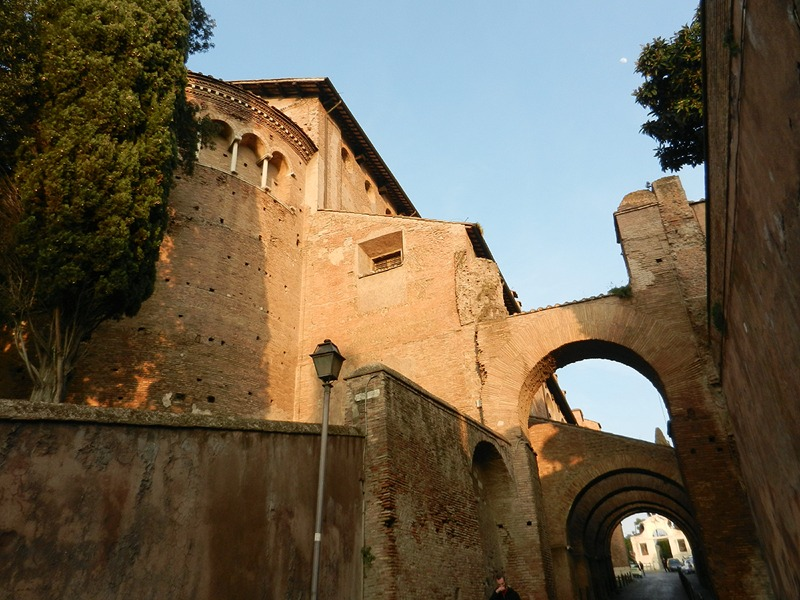
Contreforts de l'église.
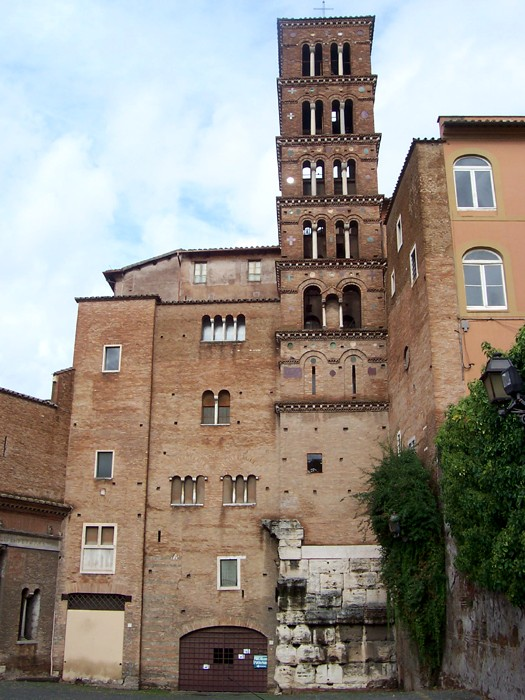
Campanile médiéval d'inspiration mudéjar.

## Vestiges archéologiques

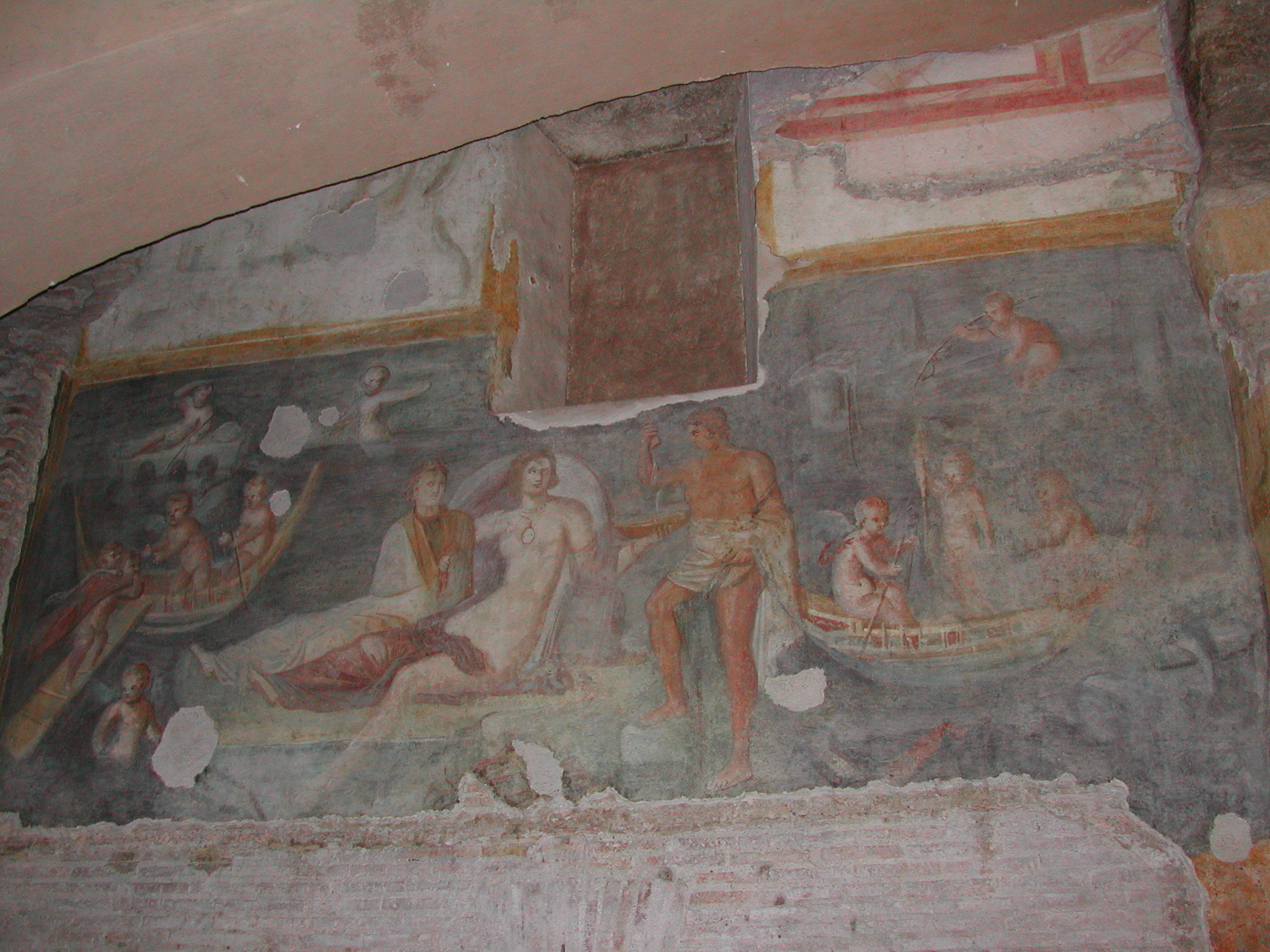
Fresque de la maison romaine : Proserpine et divinités marines.

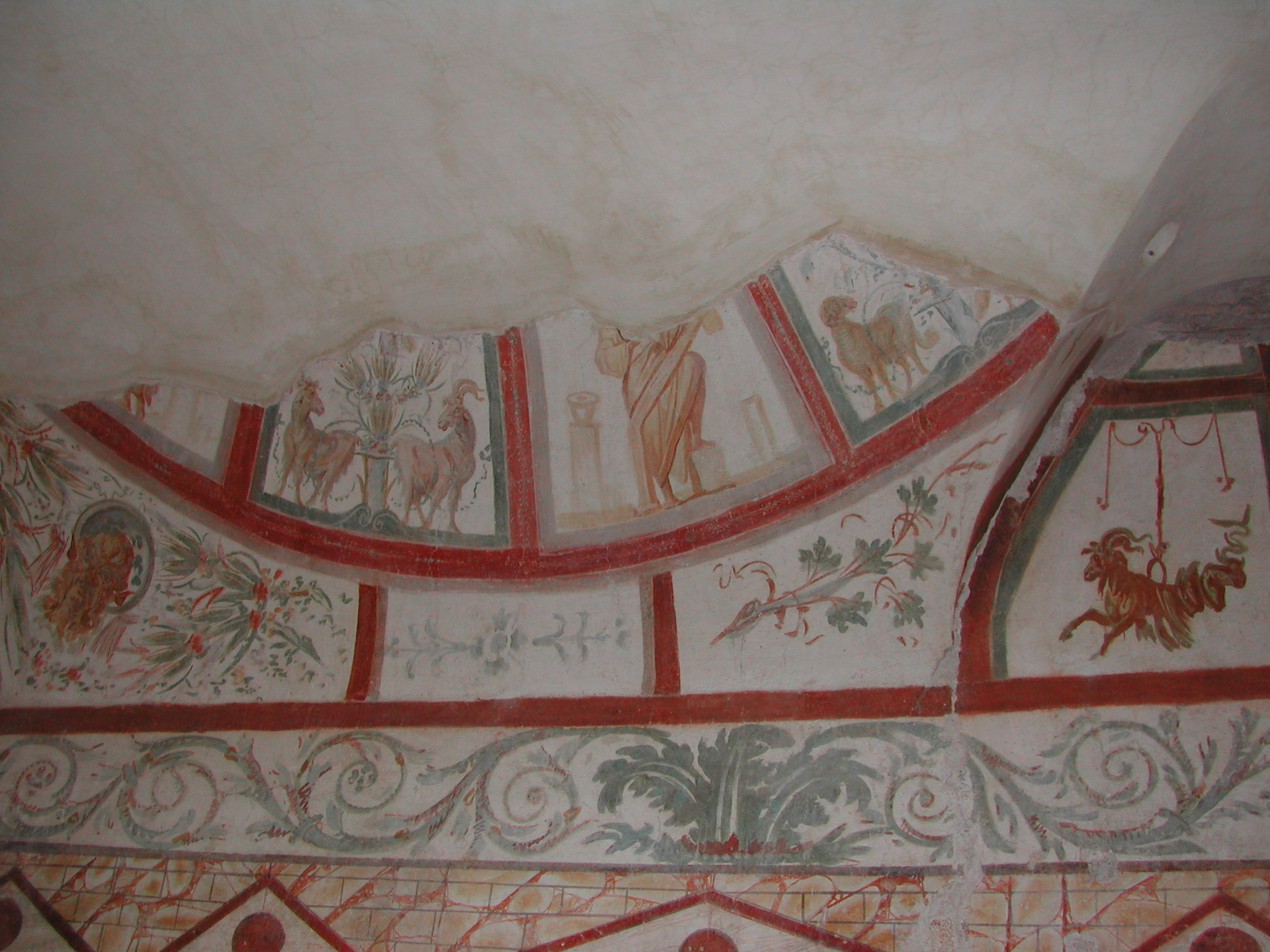
Fresque de la maison romaine.

Au fond de la nef se trouve l'entrée vers les espaces souterrains de la basilique découverts en 1887 par le Père Germano da Sao Stanislao, recteur de la basilique, qui cherchait le tombeau des martyrs Jean et Paul. Il s'agit d'un ensemble architectural et décoratif témoignant de l'austérité dépouillée des origines de l'église chrétienne de Rome en une époque de turbulence. Se trouvent ainsi une vingtaine de fresques réparties en un grand nombre de pièces appartenant à au moins cinq immeubles différents datant du Ier siècle au IVe siècle, qui forment l'un des plus importants complexes d'habitations romaines et de domus ecclesiae (avec celui de Doura Europos) parvenus jusqu'à nous.
Une cour-nymphée montre une peinture murale représentant Proserpine entourée de putti à bord d'une embarcation, avec des traces d'une autre scène marine et de mosaïques sous les arcs des fenêtres. Plus tard, entre les IIIe et IVe siècles est créé une sorte d'oratoire qui présente des scènes à thèmes chrétiens ou décoratifs, parmi lesquels des génies ailés, des couronnes, des oiseaux. Puis une confession vient se greffer sur l'ensemble vers la fin de ces années-là, en bordure du Clivus Scauri, avec des sujets chrétiens et des scènes de martyres : décollations des saints Crispe, Crispinien et Benedicte, en plus de figures féminines et de celle d'un orant.

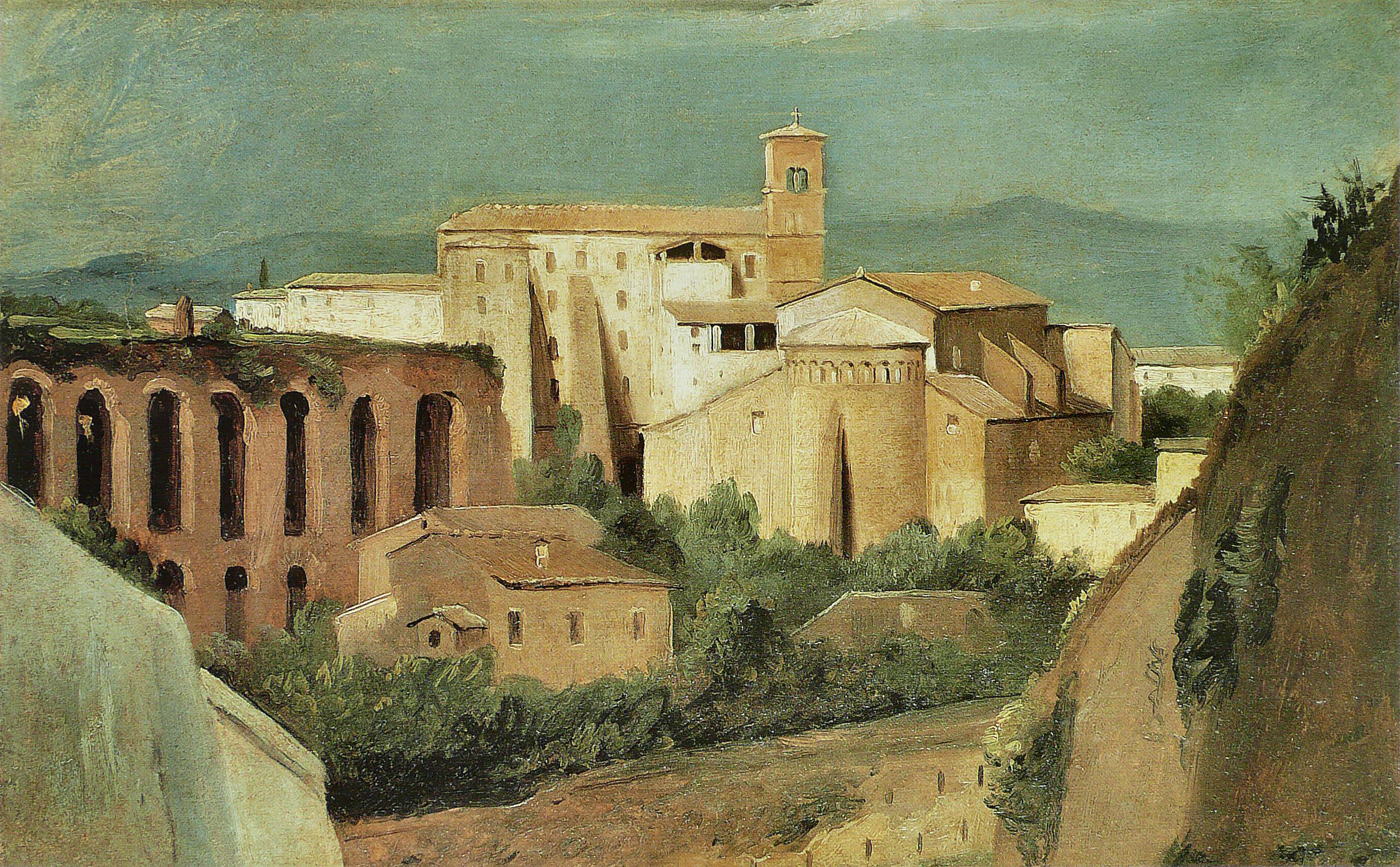
La basilique au XIXe siècle, par François Marius Granet.
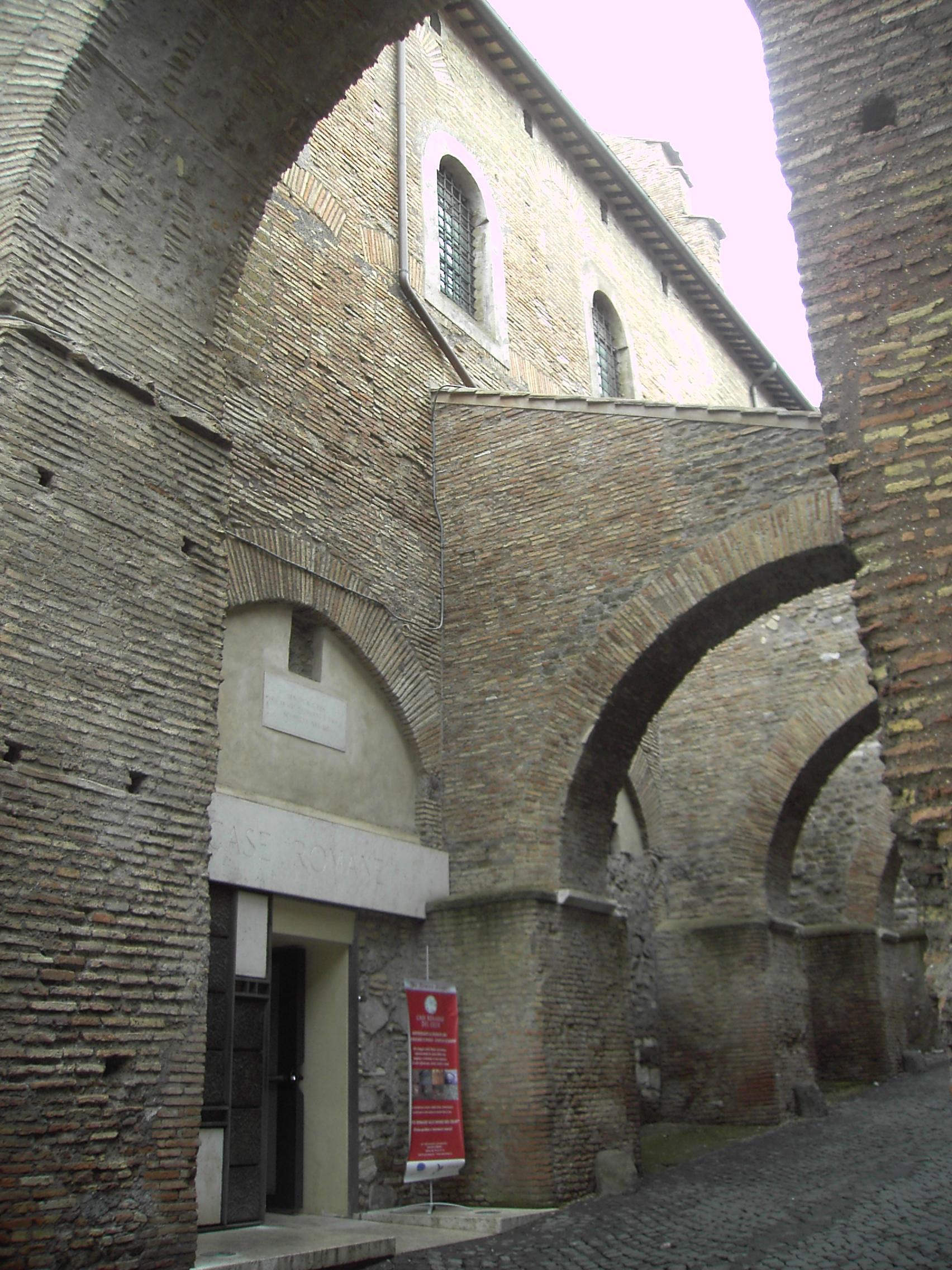
L'entrée des maisons romaines, sur le Clivus Scauri.
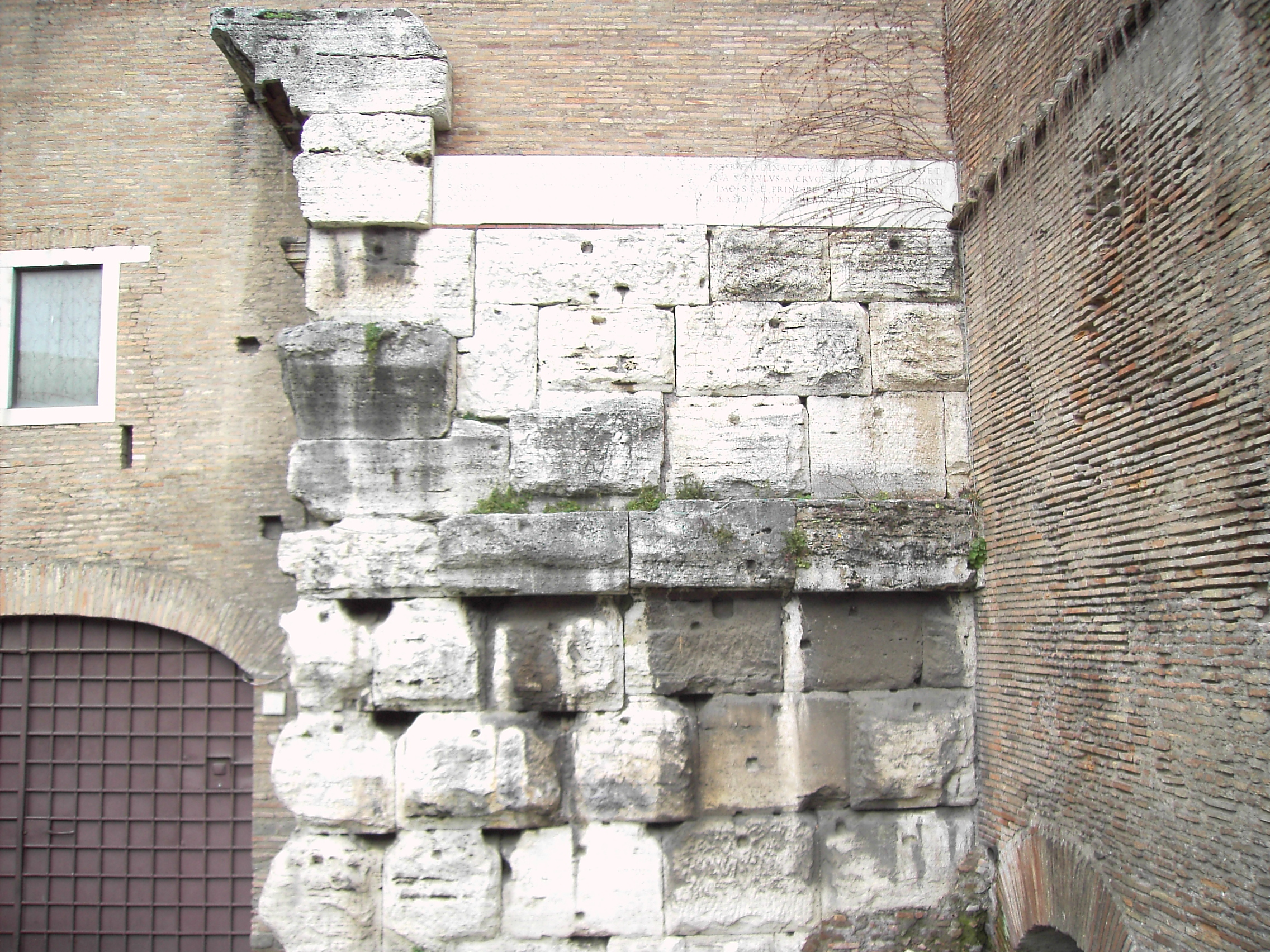
Vestiges du temple de Claude, à la base du campanile.